# Clethra pachyphylla
Clethra pachyphylla là một loài thực vật có hoa trong họ Clethraceae. Loài này được Merr. mô tả khoa học đầu tiên năm 1918.